# Shizuka Okazaki

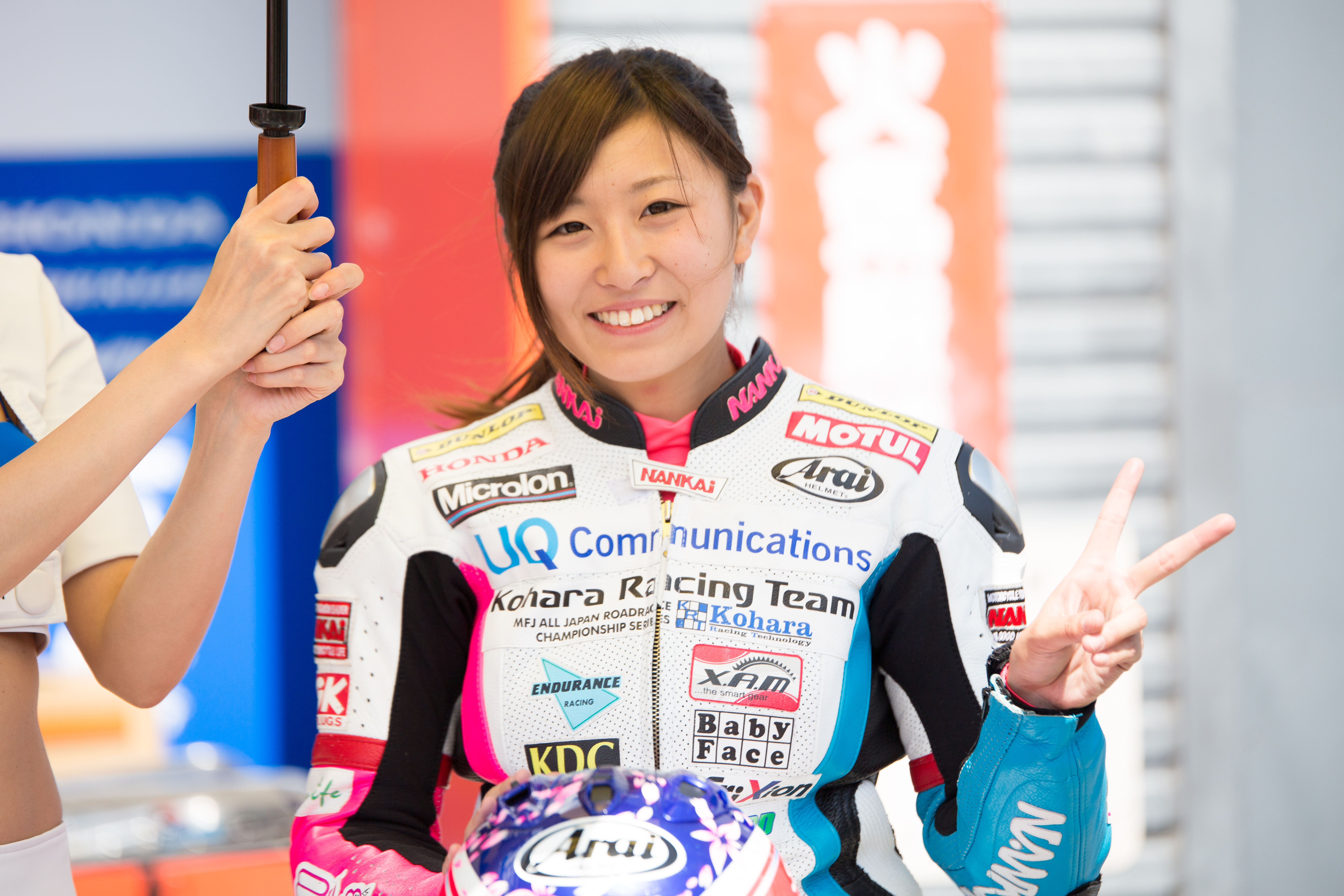
Okazaki im Mai 2016

Shizuka Okazaki (jap. 岡崎 静夏, Okazaki Shizuka; * 12. Juni 1992 in Yokohama) ist eine japanische Motorradrennfahrerin.

## Karriere
Okazaki startet permanent in der All Japan Road Race Championship. Sie gab 2016 beim Großen Preis von Japan ihr Debüt in der Motorrad-Weltmeisterschaft. Sie startete auf einer Honda mit einer Wildcard für das Team UQ & Teluru Kohara RT in der Moto3-Klasse. Das Rennen beendete sie auf Platz 26.
2018 startete sie erneut beim Großen Preis von Japan. Dieses Mal fuhr sie für Kohara Racing Team und konnte das Rennen auf Platz 23 beenden.

## Statistik in der Motorrad-Weltmeisterschaft
| Saison | Klasse | Team                  | Motorrad | Rennen | Siege | Zweiter | Dritter | Poles | Schn. Runden | Punkte | Ergebnis |
| ------ | ------ | --------------------- | -------- | ------ | ----- | ------- | ------- | ----- | ------------ | ------ | -------- |
| 2016   | Moto3  | UQ & Teluru Kohara RT | Honda    | 1      | –     | –       | –       | –     | –            | 0      | –        |
| 2018   | Moto3  | Kohara Racing Team    | Honda    | 1      | –     | –       | –       | –     | –            | 0      | –        |
| Gesamt | Gesamt | Gesamt                | Gesamt   | 2      | –     | –       | –       | –     | –            | 0      |          |